# 麥迪遜縣 (北卡羅萊納州)
麥迪遜縣（英語：Madison County）是美國北卡羅萊納州西部的一個縣，西鄰田納西州。面積1,170平方公里。根據美國2000年人口普查，共有人口19,635。縣治馬歇爾。
成立於1851年。縣名是紀念第四任總統詹姆斯·麥迪遜。本縣除熱泉市屬禁酒的縣。